# フラワーデザイン
フラワーデザイン（flower design, floral design、フラワーアレンジメントと呼ばれることもある）とは花を用い、ある対象について、良い構成を工夫し、配置・配列・編成すること。
これらを業とする人をフラワーデザイナー（flower designer、フラワーアレンジャーとも）と呼ぶ。花のみでなく植物の茎、葉、根などを用いることもある。デザイン（応用美術）の分野のひとつである。

## 概要
花卉意匠（フラワーデザイン）と花卉装飾（フラワーデコレーション）とでは正確には意を異なるが、花卉装飾はフラワーデザインに含まれることがほとんどで、両者は密接な関係にあるといえる。また、園芸装飾についても同じことが言える。
2000年代に入る頃まで、殆どの英語圏においてフラワーデザインという言葉の意味は、新品種を育種・改良することを示す言葉として認知されており、日本以外の国では通じない和製英語であったが、近年ヨーロッパやアジアにおいてもようやく理解されるようになってきている。
国内には代表的なフラワーデザイナーの組織として、文部科学省と厚生労働省が認可する社団法人日本フラワーデザイナー協会 (NFD) が1967年に設立されている。また、世界的なフラワーデザイナーの組織としてWAFA (World Association of Flower Arrangers) が1981年に設立され、3年ごとに世界大会が開催されている。

## 主要なフラワーデザイナー

### 日本
大正～昭和前期（黎明期）
- 辻村常助（辻村農園）
- 池上順一（U.S.フローリスト）
- 恩地剛（東洋園芸）
- 石井勇義（東洋園芸・花園イシヰナーセリー・恵泉）
- 石井長次郎
- 永島四郎（婦人公論花の店・第一園芸）
- 重森三玲
- 伊佐義朗
- 河井道（恵泉）
- 安達潮花
- 澤田稔
- 吉田鐵次郎（みどりやフローリスト）
- 佐川美穂
- 石山顕作
- 羽鳥蓁
- 深野修蔵
- 宇佐節子（恵泉）
- 岡見義男（恵泉）
- 山口美智子（恵泉）

昭和中期
- 池宮妙子（東京フラワー・アカデミー）
- 内山錦吾（名古屋フラワーデザイン教室）
- 内山ゆり（名古屋フラワーデザイン教室）
- 大石寛
- 笠原貞男（笠原貞男フローラルアートスクール）
- 後藤一郎（ゴトウ・フローラル・デザイン教室）
- 澤田俊夫（草楽園教室）
- 鈴木玉次
- 鈴木雅晴
- 関江重三郎（東京フラワーデザインセンター・日本フロリスト養成学校）
- 多木金策（シルベスターズ・フローラル・アートスクール）
- 西富春男
- 平井英祐（西日本フラワーデザイン教室）
- 平井喜代子（西日本フラワーデザイン教室）
- 平田良三（平田フラワーデザイン教室）
- マミ川崎（マミ・フラワーデザイン・スタジオ）
- 村田ユリ
- 深野直治
- 柳本俊雄
- 山家直之助
- 山本晃（第一園芸）

昭和後期
- 川崎景太（KTION Inc.）
- 川瀬敏郎
- 栗崎昇
- 神保豊
- 高橋永順
- 土屋宗良（FlOWER SHOP NONNO）
- 中川幸夫
- 中村俊子
- 松田隆作（マミフラワーデザインスクール・studio MATSUDA93）
- 村松文彦（IFフローラル・デコ）
- 吉野美江子

平成以降
- 東信（JARDINS des FLEURS）
- 清野光（GANON FLORIST, HANANINGEN）
- 柿崎順一（FIVE SEASONS）
- 假屋崎省吾（草月流）
- 今野政代 (ベル・フルール)
- 今野亮平 (ベル・フルール)
- 佐々木直喜（NAOKI-Style）
- 清水さくら
- 松尾太一（D's）
- 中村有考
- 中家匠海
- 中山佳巳（TasTe）
- 丹羽英之
- 日坂明広（TasTe）

### 海外
- アーサー・イトウ
- ウィム・ハゼラー
- ウルズラ・ヴェゲナー
- エリー・リン
- ギー・マルタン
- クラウス・ワーグナー
- グレゴール・レリッシュ
- ケネス・ターナー
- 齋藤恵理
- ジェーン・パッカー
- ダニエル・オスト
- トゥール・グンダーセン
- パウル・ヴェゲナー
- ペー・ベンジャミン
- ペーター・アスマン
- マーティン･フルゥーン
- クリスチャン・トルチュ

### 日本で活躍する主要な外国人デザイナー
- 鄭敬日
- 鈴木エレナ
- ドリーン・ローリン
- ニコライ・バーグマン
- レン・オークメイド
- ローラン･ボーニッシュ
- シリル-ルヌー